# Longing from a hug
Longing from a hug (ロンギング・フロム・ア・ハグ)は、日本の作曲家、藤倉大が2021年に作曲したテレ・パフォーマンスのための作品である。

## 作曲の経緯
作品は2020年の新型コロナ・ウイルスの世界的流行からの2年目を機に、指揮者のウルリッヒ・ペールからの委嘱によって、2020年に作曲されたテレ・パフォーマンスのための「Longing from afar」と同じ形式による作品として制作された。楽譜もLonging from afar同様、無償公開されている。

## 楽曲構成
Longing from afarでは完全な遠隔での演奏が想定された作品であることに対して、Longing from a hugでは、遠隔での演奏でありながらも、いくつかのアンサンブルを組んで演奏することが指定されている。
これらは藤倉の暮らすロンドンにおいて、コロナウイルスの流行とともに使われ始めた「バブル」という概念に由来し、様々なバブルの関係にあるアンサンブルやソロ楽器奏者同士がテレ・パフォーマンスを通じてつながる、といった形式となっている。